# Tapin Selatan
Tapin Selatan (indonez. Kecamatan Tapin Selatan) – kecamatan w kabupatenie Tapin w prowincji Borneo Południowe w Indonezji.
Kecamatan ten graniczy od północnego wschodu z kecamatanem Bungur, od wschodu z kecamatanem Salam Babaris, od południa z kecamatanem Binuang, a od zachodu i północnego zachodu z kecamatanem Tapin Tengah. Przez Tapin Selatan przebiega droga Jalan Ahmad Yani, łącząca Rantau z Banjarbaru.
W 2010 roku kecamatan ten zamieszkiwało 17 990 osób, z których 8 949 stanowili mężczyźni, a 9 041 kobiety. 17 962 osób wyznawało islam.
Znajdują się tutaj miejscowości: Cempaka, Harapan Masa, Hatiwin, Lawahan, Rumintin, Sawang, Suato Tatakan, Tambarangan, Tandui, Tatakan, Timbaan.